# 336811 Baratoux
336811 Baratoux este o planetă minoră (asteroid) din centura de asteroizi. A fost descoperită pe 23 august 2001 la  de observatoire du Pic du Midi de Bigorre⁠(d) și a fost numită după David Baratoux⁠(d). 
Obiectul prezintă o orbită caracterizată de o semiaxă mare de 2,3691231014007 UAi, o excentricitate de 0,20845610232632, o înclinație de 8,7724878471036 ° în raport cu ecliptica.